# 大林新城國宅
大林新城國宅社區，位於臺灣臺南市南區新生里、東臨大同路，為大林新村拆除後改建的國民住宅社區。社區於1999年2月12日完工，共有十幢大樓，以英文字母命名為A區、B區、C區依序至J區，合計1962戶。大林新城居民除了原大林新村的眷戶以外，水交社眷村拆除後的居民也遷入大林新城，另有嘉南藥理科技大學曾租賃部份單位作為學生宿舍。此國宅社區常簡稱為「大林國宅」，而大同路東側的立德各路在1968年興建的平價住宅則是忠孝新村。